# St. Kunigundis (Bettenhausen)

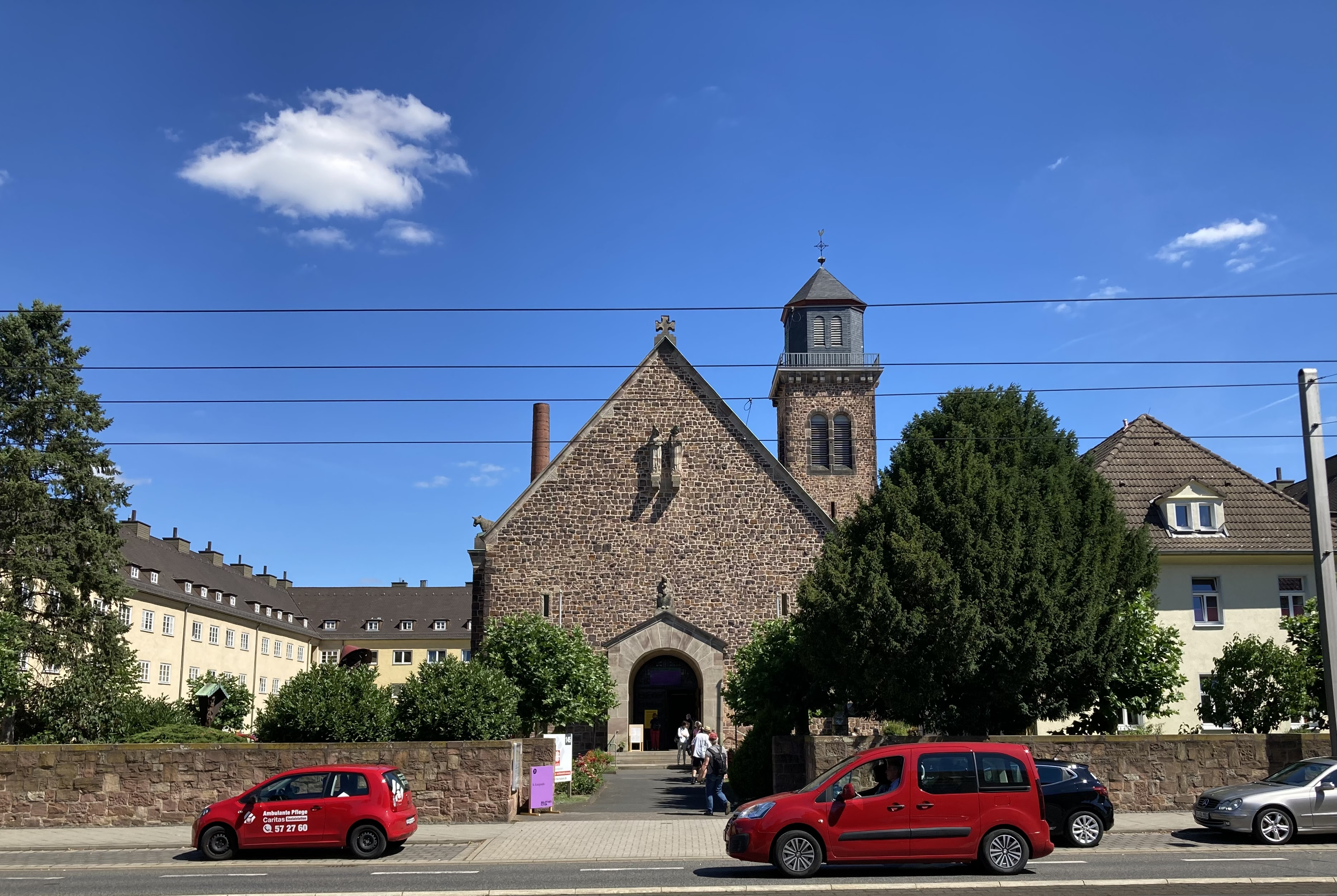
Sankt Kunigundis

Die römisch-katholische Kirche St. Kunigundis steht in Bettenhausen, einem Stadtteil der kreisfreien Stadt Kassel in Hessen. Die Kirchengemeinde gehört zur Pfarrei St. Antonius von Padua (Kassel-Ost) im Dekanat Kassel-Hofgeismar des Bistums Fulda.

## Geschichte
Am 8. April 1925 wurde der Grundstein für die Kirche gelegt. Der Entwurf der Gebrüder F. und T. Langenberg sah ein Gebäude aus Spannbeton mit Bruchsteinverkleidung im Baustil der Heimatschutzarchitektur mit Anleihen an den Stil der Romanik vor. Am 14. August 1927 wurde die Kirche vom Fuldaer Bischof Joseph Damian Schmitt geweiht. Als eine der ersten Kirchen in Spannbeton steht sie unter Denkmalschutz. 
2019 musste die Kirche wegen schwerwiegender Schäden am Gewölbe für die Öffentlichkeit geschlossen werden, da für eine dringend notwendige Grundsanierung die erforderlichen finanziellen Mittel fehlten. 2022 und 2023 folgten Zwischennutzungen in Teilen der Kirche (siehe unten). Eine generelle Weiterverwendung des denkmalgeschützten Baus hängt von der Sanierung ab und ist noch offen.

## Beschreibung

### Architektur
Das Kirchengebäude ist durch angedeutete Seitenschiffe, die im Innenraum als rundbogige Nischen erkennbar sind, eine Mischung aus Saalkirche und Basilika. Es ist 50 Meter lang und etwa 16 Meter breit. Das Langhaus ist mit einem Satteldach mit Wasserspeiern bedeckt, ebenso der Chor, der mit einer fensterlosen Apsis abschließt. 
Im vorderen Bereich des Langhauses ist auf der Nordostseite der Kirchturm auf quadratischem Grundriss mit 38 Meter Höhe angebaut. Das oberste Turmgeschoss ist achteckig und sitzt auf dem ansonsten quadratischen Turm mit einer Seitenlänge von 6,50 Metern so auf, dass ein durch Geländer gesicherter Umgang möglich ist. Bedeckt ist das oberste Turmgeschoss, hinter dessen Klangarkaden sich der Glockenstuhl befindet, mit einem achtseitigen schiefergedeckten Pyramidendach.
Über dem Hauptportal im Südwesten befinden sich drei Skulpturen: eine Maria mit dem Kind ist auf der Spitze des Ziergiebels platziert, unter der Giebelspitze der Fassade finden sich die Heiligen Kunigunde von Luxemburg und Kaiser Heinrich II.

### Inneres
Der Innenraum ist mit einem flachen Tonnengewölbe aus Beton überspannt, mit Stichkappen für den Obergaden. Die fensterlose Apsis ist innen mit Mosaiken ausgestattet, die der Maler Walter Klocke 1942 entworfen hatte, aber in der Kirche erst 1947 fertiggestellt waren. Dort ist in der Mitte der thronende Christus in einer Mandorla zu sehen, umgeben von den Heiligen Kunigunde und Heinrich, Bonifatius und Elisabeth sowie Franz von Sales und Johannes Bosco. Darüber schwebt eine Taube als Symbol für den Heiligen Geist und die Schwerthand Gottes, die von je drei Engeln auf jeder Seite begleitet sind.
Im Jahre 1939 erhielt die Kirche eine Orgel, möglicherweise von der Orgelbaufirma Gebrüder Euler. Sie verfügt über 30 Register auf zwei Manualen und Pedal.

## Weitere Nutzung

### documenta fifteen
Die Kirche war 2022 Ausstellungsort der documenta fifteen, nachdem die Ausstellungsleitung Sicherungsmaßnahmen veranlasst hatte. Im Kircheninneren und außerhalb der Kirche sahen die Besucher Werke der haitianischen Künstlergruppe Atis Rezistans.

### Essenstreff
Zu Beginn des Jahres 2023 wurde unter der Empore ein Essenstreff für die Bewohner der Umgebung eingerichtet, der von der katholischen Kirche, der nahe gelegenen evangelischen Marienkirche und der Heilsarmee getragen wird. Gedacht ist er vor allem für Alleinstehende, um ihnen die Möglichkeit einer Mahlzeit in Gemeinschaft zu geben. Das restliche Kirchenschiff ist abgesperrt, obwohl ein unter der Decke gespanntes Netz dafür sorgen soll, dass sich lösende Teile des Gewölbes nicht in den Raum fallen können. Dies verhindert jedoch nicht weitere Schäden.

### Weitere Pläne
Geplant sind vorerst kleinere Veranstaltungen in der Apsis, deren Mosaiken aber auch schadhaft sind und ebenfalls einer Sanierung bedürfen. Aber für eine notwendige Gesamtsanierung der Kirche, deren Kosten Anfang 2023 auf eine Million Euro geschätzt werden, wird ein Investor gesucht, der dann eine angedachte Nutzung als Raum für Kunst, Kultur und Begegnung ermöglichen könnte, was auch eine Profanierung des Gebäudes zur Folge haben könnte.